# Гостієв Олександр Таймуразович
Олекса́ндр Таймура́зович Гості́єв (рос. Александр Таймуразович Гостиев; нар. 24 січня 1987, Дігорський район, Північно-Осетинська АРСР, РРФСР) — російський та азербайджанський борець вільного стилю осетинського походження, триразовий срібний та бронзовий призер чемпіонатів Європи, срібний та бронзовий призер Кубку світу.

## Біографія
Боротьбою почав займатися з 1997 року. Вихованець ДЮСШ Дігорського району. Тренувався у Владикавказі під керівництвом тренера Тасолтана Хатагова. Представляв Росію на декількох міжнародних турнірах. З 2011 року захищає кольори збірної Азербайджану. Виступає за борцівський клуб «Атаспорт» з Баку. Дворазовий чемпіон Азербайджану.

## Спортивні результати на міжнародних змаганнях

### Виступи на Чемпіонатах світу
| Змагання                        | Збірна      | Вагова категорія          | Місце |
| ------------------------------- | ----------- | ------------------------- | ----- |
| Чемпіонат світу з боротьби 2013 | Азербайджан | вільна боротьба, до 84 кг | 17    |
| Чемпіонат світу з боротьби 2017 | Азербайджан | вільна боротьба, до 86 кг | 5     |
| Чемпіонат світу з боротьби 2019 | Азербайджан | вільна боротьба, до 86 кг | 32    |

### Виступи на Чемпіонатах Європи
| Змагання                         | Збірна      | Вагова категорія          | Місце  |
| -------------------------------- | ----------- | ------------------------- | ------ |
| Чемпіонат Європи з боротьби 2012 | Азербайджан | вільна боротьба, до 74 кг | Бронза |
| Чемпіонат Європи з боротьби 2013 | Азербайджан | вільна боротьба, до 74 кг | 13     |
| Чемпіонат Європи з боротьби 2016 | Азербайджан | вільна боротьба, до 86 кг | Срібло |
| Чемпіонат Європи з боротьби 2017 | Азербайджан | вільна боротьба, до 86 кг | Срібло |
| Чемпіонат Європи з боротьби 2018 | Азербайджан | вільна боротьба, до 86 кг | Срібло |

### Виступи на Європейських іграх
| Змагання              | Збірна      | Вагова категорія          | Місце |
| --------------------- | ----------- | ------------------------- | ----- |
| Європейські ігри 2019 | Азербайджан | вільна боротьба, до 86 кг |       |

### Виступи на Кубках світу
| Змагання                    | Збірна      | Вагова категорія          | Місце  |
| --------------------------- | ----------- | ------------------------- | ------ |
| Кубок світу з боротьби 2011 | Азербайджан | вільна боротьба, до 74 кг | 4      |
| Кубок світу з боротьби 2015 | Азербайджан | вільна боротьба, до 86 кг | Бронза |
| Кубок світу з боротьби 2016 | Азербайджан | вільна боротьба, до 86 кг | 5      |
| Кубок світу з боротьби 2018 | Азербайджан | команда                   | Срібло |

### Виступи на інших змаганнях
| Змагання                                       | Збірна      | Вагова категорія          | Місце  |
| ---------------------------------------------- | ----------- | ------------------------- | ------ |
| Золотий Гран-прі з боротьби 2010 (Красноярськ) | Росія       | вільна боротьба, до 74 кг | Срібло |
| Золотий Гран-прі з боротьби 2010 (Баку)        | Росія       | вільна боротьба, до 74 кг | Золото |
| Золотий Гран-прі з боротьби 2011 (Баку)        | Азербайджан | вільна боротьба, до 74 кг | Бронза |
| Вогні Москви 2011                              | Азербайджан | вільна боротьба, до 74 кг | Срібло |
| Київський Міжнародний турнір з боротьби 2012   | Азербайджан | вільна боротьба, до 74 кг | Золото |
| Гран-прі Німеччини з боротьби 2012             | Азербайджан | вільна боротьба, до 74 кг | 5      |
| Золотий Гран-прі з боротьби 2012 (Баку)        | Азербайджан | вільна боротьба, до 74 кг | Бронза |
| Турнір Яшара Догу 2013                         | Азербайджан | вільна боротьба, до 74 кг | Золото |
| Турнір Алі Алієва 2013                         | Азербайджан | вільна боротьба, до 74 кг | 19     |
| Літня Універсіада 2013                         | Азербайджан | вільна боротьба, до 84 кг | 5      |
| Меморіал Вацлава Циолковського 2013            | Азербайджан | вільна боротьба, до 84 кг | Золото |
| Золотий Гран-прі з боротьби 2013 (Баку)        | Азербайджан | вільна боротьба, до 84 кг | 5      |
| Золотий Гран-прі з боротьби 2014 (Баку)        | Азербайджан | вільна боротьба, до 86 кг | Бронза |
| Інтерконтінентальний кубок з боротьби 2014     | Азербайджан | вільна боротьба, до 86 кг | Срібло |
| Вогні Москви 2014                              | Азербайджан | вільна боротьба, до 86 кг | Срібло |
| Турнір Яшара Догу 2015                         | Азербайджан | вільна боротьба, до 86 кг | Золото |
| Турнір Алі Алієва 2015                         | Азербайджан | вільна боротьба, до 86 кг | 8      |
| Золотий Гран-прі з боротьби 2015               | Азербайджан | вільна боротьба, до 86 кг | Золото |
| Турнір Яшара Догу 2016                         | Азербайджан | вільна боротьба, до 86 кг | Золото |
| Золотий Гран-прі з боротьби 2016               | Азербайджан | вільна боротьба, до 86 кг | 5      |
| Турнір Г. Картозія і В. Балавадзе 2017         | Азербайджан | вільна боротьба, до 86 кг | Золото |
| Турнір Алі Алієва 2017                         | Азербайджан | вільна боротьба, до 86 кг | Срібло |
| Інтерконтінентальний кубок з боротьби 2017     | Азербайджан | вільна боротьба, до 86 кг | 5      |
| Турнір Володимира Семенова 2017                | Азербайджан | вільна боротьба, до 86 кг | Золото |
| Кубок Алроси 2017                              | Азербайджан | команда                   | Срібло |
| Турнір Аланії з боротьби 2017                  | Азербайджан | вільна боротьба, до 86 кг | 5      |
| Київський Міжнародний турнір з боротьби 2018   | Азербайджан | вільна боротьба, до 86 кг | 5      |
| Турнір Яшара Догу 2019                         | Азербайджан | вільна боротьба, до 86 кг | Золото |
| Турнір Дмитра Коркіна 2019                     | Азербайджан | вільна боротьба, до 86 кг | Срібло |